# Planet der Giganten
Planet der Giganten ist eine US-amerikanische Science-Fiction-Fernsehserie. Die Serie wurde vom 22. September 1968 bis zum 22. März 1970 beim US-amerikanischen Sender ABC ausgestrahlt. Die erste Staffel umfasste 26 Folgen, die zweite Staffel 25 Folgen.

## Handlung
Als sich das Passagierraumschiff Spindrift auf einem Weltraumflug von Los Angeles nach London befindet, gerät es in einen Sturm und kommt durch einen Instrumentenausfall vom vorgesehenen Kurs ab. Es nähert sich einem Planeten, der der Erde sehr ähnlich sieht und muss hier schließlich notlanden, dabei wird die Spindrift schwer beschädigt. Zu ihrer großen Überraschung müssen die Raumfahrer feststellen, dass es sich nicht um die Erde handelt, sondern um den Planeten der Giganten. Die riesigen Bewohner sind zwölfmal so groß wie die Menschen.
Zu den Gestrandeten gehören Captain Steve Burton, der Copilot Dan Erickson, die Stewardess Betty Hamilton und die Passagiere, die Schauspielerin Valerie Scott, der Ingenieur Mark Wilson, der Kriminelle Alexander B. Fitzhugh sowie der zwölfjährige Waisenjunge Barry Lockridge mit seinem Hund Chipper.
Bei dem Versuch, ihr Raumschiff wieder flugfähig zu machen, um möglichst schnell den Planeten zu verlassen, werden die Besatzungsmitglieder von übergroßen Kindern und gigantischen Insekten gestört und die riesigen Bewohnern des fremden Planeten versuchen die Raumfahrer als Versuchsobjekte einzufangen. Da die Bewohner technisch nicht so fortschrittlich sind wie die Menschen, wurde von der totalitären Regierung der Giganten eine Belohnung auf die Raumfahrer ausgesetzt, um die moderne Technologie zu ergründen. In der Folgezeit erleben die Gestrandeten die verschiedensten Abenteuer auf dem Planeten und geraten immer wieder in die haarsträubendsten Situationen.

## Episodenliste

### Staffel 1
| Nr. (ges.) | Nr. (St.) | Deutscher Titel           | Originaltitel                      | Erstausstrahlung USA | Deutschsprachige Erstausstrahlung (D) |
| ---------- | --------- | ------------------------- | ---------------------------------- | -------------------- | ------------------------------------- |
| 1          | 1         | Die Bruchlandung          | The Crash                          | 2. Sep. 1968         | 20. Jan. 1992                         |
| 2          | 2         | Die Geisterstadt          | Ghost Town                         | 29. Sep. 1968        | 4. Mai 1992                           |
| 3          | 3         | Zeugen eines Verbrechens  | Framed                             | 6. Okt. 1968         | 16. März 1992                         |
| 4          | 4         | In geheimer Mission       | Underground                        | 20. Okt. 1968        | 6. Apr. 1992                          |
| 5          | 5         | Zirkus des Schreckens     | Terror-Go-Round                    | 3. Nov. 1968         | 18. Mai 1992                          |
| 6          | 6         | Der Fluchtplan            | The Flight Plan                    | 10. Nov. 1968        | 30. März 1992                         |
| 7          | 7         | Treibsand                 | Manhunt                            | 17. Nov. 1968        | 9. März 1992                          |
| 8          | 8         | Die Falle                 | The Trap                           | 24. Nov. 1968        | 3. Feb. 1992                          |
| 9          | 9         | Die Operation             | The Creed                          | 1. Dez. 1968         | 23. März 1992                         |
| 10         | 10        | Der Rubin                 | Double-Cross                       | 8. Dez. 1968         | 13. Apr. 1992                         |
| 11         | 11        | Eine andere Welt          | The Weird World                    | 22. Dez. 1968        | 27. Jan. 1992                         |
| 12         | 12        | Der goldene Käfig         | The Golden Cage                    | 29. Dez. 1968        | 17. Feb. 1992                         |
| 13         | 13        | Die Verlorenen            | The Lost Ones                      | 5. Jan. 1969         | 24. Feb. 1992                         |
| 14         | 14        | Gehirnwäsche              | Brainwash                          | 12. Jan. 1969        | 11. Mai 1992                          |
| 15         | 15        | Die Kopfgeldjäger         | The Bounty Hunter                  | 19. Jan. 1969        | 10. Feb. 1992                         |
| 16         | 16        | Blick auf die Erde        | On a Clear Night You Can See Earth | 26. Jan. 1969        | 20. Apr. 1992                         |
| 17         | 17        | Tödliches Metall          | Deadly Lodestone                   | 2. Feb. 1969         | 9. Juni 1992                          |
| 18         | 18        | Die Nacht des Kobolds     | Night of Thrombeldinbar            | 16. Feb. 1969        | 15. Juni 1992                         |
| 19         | 19        | Strich durch die Rechnung | Seven Little Indians               | 23. Feb. 1969        | 22. Juni 1992                         |
| 20         | 20        | Flugziel: Erde            | Target: Earth                      | 2. März 1969         | 29. Juni 1992                         |
| 21         | 21        | Das Genie                 | Genius at Work                     | 9. März 1969         | 1. Juni 1992                          |
| 22         | 22        | Die Nacht der Gespenster  | Return of Inidu                    | 16. März 1969        | 13. Juli 1992                         |
| 23         | 23        | Die Rettung               | Rescue                             | 23. März 1969        | 6. Juli 1992                          |
| 24         | 24        | Sabotage                  | Sabotage                           | 30. März 1969        | 25. Mai 1992                          |
| 25         | 25        | Eine Welt der Stille      | Shell Game                         | 13. Apr. 1969        | 29. Aug. 1992                         |
| 26         | 26        | Spuren im Untergrund      | The Chase                          | 20. Apr. 1969        | 30. Aug. 1992                         |

### Staffel 2
| Nr. (ges.) | Nr. (St.) | Deutscher Titel                | Originaltitel            | Erstausstrahlung USA | Deutschsprachige Erstausstrahlung (D) |
| ---------- | --------- | ------------------------------ | ------------------------ | -------------------- | ------------------------------------- |
| 27         | 1         | Der Roboter                    | The Mechanical Man       | 21. Sep. 1969        | 12. Sep. 1992                         |
| 28         | 2         | Noch sechs Stunden zu leben    | Six Hours to Live        | 28. Sep. 1969        | 20. Sep. 1992                         |
| 29         | 3         | Wie gewonnen, so zerronnen     | The Inside Rail          | 5. Okt. 1969         | 5. Sep. 1992                          |
| 30         | 4         | Schachmatt!                    | Deadly Pawn              | 12. Okt. 1969        | 3. Okt. 1992                          |
| 31         | 5         | Verfolgungswahn                | The Unsuspected          | 19. Okt. 1969        | 26. Sep. 1992                         |
| 32         | 6         | Spiel’s nochmal, Dan!          | Giants and All That Jazz | 26. Okt. 1969        | 19. Sep. 1992                         |
| 33         | 7         | Spieluhr des Todes             | Collector’s Item         | 2. Nov. 1969         | 13. Sep. 1992                         |
| 34         | 8         | Gefahr für Chipper             | Every Dog Needs a Boy    | 9. Nov. 1969         | 10. Okt. 1992                         |
| 35         | 9         | Kabinett des Schreckens        | Chamber of Fear          | 16. Nov. 1969        | 6. Sep. 1992                          |
| 36         | 10        | Die Klone                      | The Clones               | 23. Nov. 1969        | 11. Okt. 1992                         |
| 37         | 11        | Der Horrorfilm                 | Comeback                 | 30. Nov. 1969        | 17. Okt. 1992                         |
| 38         | 12        | Reisen durch die Zeiten        | A Place Called Earth     | 7. Dez. 1969         | 27. Sep. 1992                         |
| 39         | 13        | Das Meer der Stürme            | Land of the Lost         | 14. Dez. 1969        | 4. Okt. 1992                          |
| 40         | 14        | Die Zeitmaschine               | Home Sweet Home          | 21. Dez. 1969        | 24. Okt. 1992                         |
| 41         | 15        | Unser Freund, der Riese        | Our Man O’Reilly         | 28. Dez. 1969        | 25. Okt. 1992                         |
| 42         | 16        | Der Delta-Effekt               | Nightmare                | 4. Jan. 1970         | 18. Okt. 1992                         |
| 43         | 17        | Der Rattenfänger               | Pay the Piper            | 11. Jan. 1970        | 1. Nov. 1992                          |
| 44         | 18        | Die unterirdische Stadt        | The Secret City of Limbo | 18. Jan. 1970        | 7. Nov. 1992                          |
| 45         | 19        | Panik                          | Panic                    | 25. Jan. 1970        | 31. Okt. 1992                         |
| 46         | 20        | Pfeile des Todes               | The Deadly Dart          | 1. Feb. 1970         | 15. Nov. 1992                         |
| 47         | 21        | Um elf Uhr geht die Welt unter | Doomsday                 | 15. Feb. 1970        | 8. Nov. 1992                          |
| 48         | 22        | Tödliches Spielzeug            | A Small War              | 22. Feb. 1970        | 22. Nov. 1992                         |
| 49         | 23        | Die Marionetten                | The Marionettes          | 1. März 1970         | 28. Nov. 1992                         |
| 50         | 24        | Reise in die Vergangenheit     | Wild Journey             | 8. März 1970         | 14. Nov. 1992                         |
| 51         | 25        | Friedhof der Narren            | Graveyard of Fools       | 22. März 1970        | 21. Nov. 1992                         |

## Darsteller
Über die Laufzeit der Serie traten beispielsweise so bekannte Schauspieler wie Sam Elliott, Susan Howard, John Carradine, Ron Howard, Kevin Hagen, Cliff Osmond, Richard Anderson, John Abbott und Paul Fix in einzelnen Episoden auf.